# Annamyrat Hojamyradow
Annamyrat Hojamyradow (ros. Аннамурад Ходжамурадов, Annamurad Chodżamuradow; ur. 11 lipca 1935 w Baýramaly) – radziecki i turkmeński polityk, premier Turkmeńskiej SRR w latach 1986–1989.
W 1959 ukończył Moskiewski Instytut Gospodarki Zasobów Wodnych i został głównym inżynierem-hydrotechnikiem w sowchozie. Od 1960 w zarządzie budowy Kanału Karakumskiego – kolejno inżynier-inspektor, starszy inżynier, główny inżynier i dyrektor. 1979–1986 minister melioracji i gospodarki wodnej Turkmeńskiej SRR, 1985–1986 wicepremier, a od 4 stycznia 1986 do 17 listopada 1989 premier Turkmeńskiej SRR. 1986–1990 członek Centralnej Komisji Rewizyjnej KPZR, deputowany do Rady Najwyższej ZSRR 11 kadencji. Odznaczony Orderami Czerwonego Sztandaru i Orderem „Znak Honoru”.